# Single
„Single” – piosenka pop stworzona przez brytyjską wokalistkę Natasha Bedingfield, Steve Kipner, Andrew Frampton i Wayne Wilkins na debiutancki album Bedingfield, Unwritten (2004). Utwór został wyprodukowany przez Kipner, Frampton oraz Wilkins i uzyskał pozytywne recenzje. Piosenka została wydana jako pierwszy singel z krążka w Europie w drugim kwartale 2004 i znalazł się na pozycji #3 brytyjskiej listy przebojów. W Ameryce Północnej i Łacińskiej „Single” został wydany jako trzeci singel Bedingfield w drugim kwartale 2006. Utwór najwyższą pozycję uzyskał na liście Billboard Hot 100 – #57.

## Wydanie singla
Dnia 3 maja 2004 „Single” ukazał się w Wielkiej Brytanii. Utwór był pierwszym singlem Natashy, który zajął pozycję w pierwszej piątce brytyjskiego notowania osiągając miejsce #3. Poza UK singel również odniósł sukces osiągając pozycję #7 w Irlandii i #17 w Szwecji.
W Ameryce Północnej utwór ukazał się w kwietniu 2006. W Stanach Zjednoczonych „Single” osiągnął pozycję #57 na liście Billboard Hot 100, a okupował notowanie przez sześć tygodni. Wyższe miejsca utwór zajął na listach Pop 100 i Hot Digital Songs zajmując miejsca kolejno #38 oraz #33.

## Teledysk
Teledysk do singla „Single” reżyserowany był przez Jake Nava i swoją premierę odbył dnia 26 marca 2004 w Wielkiej Brytanii. Klip ukazuje cztery sekwencje. Początek videoclipu ukazuje Bedingfield budzącą się i przygotowującą do wyjścia. Następnie idzie ulicą obok sklepów; zatrzymuje się przy kabinie zdjęciowej i fotografuje razem z mężczyzną napotkanym na ulicy. Ubrana w dżinsy i srebrną kurtkę, wokalistka pojawia się w tunelu tańcząca układ choreograficzny razem z profesjonalnymi tancerzami. Finalna część teledysku ukazuje Natashę śpiewającą do siebie na balkonie podczas imprezy.
W Ameryce Północnej ukazał się inny teledysk niż europejski. Amerykańska wersja klipu przedstawia dłuższe sceny w kabinie zdjęciowej i podczas imprezy na balkonie. Mężczyzna fotografowany w kabinie razem z artystką jest częściej ukazywany niż w europejskiej wersji wideoklipu, gdyż Natasha śpiewa utwór w jego kierunku. Amerykańska wersja teledysku ukazała się komercjalnie w roku 2004 na CD singlu.

## Listy utworów i formaty singla
Brytyjski dwunagraniowy CD Singel

(Wydany 3 maja 2004)
1. „Single”
2. „Single [K-Gee remix]”

Brytyjski CD Maxi-singel

(Wydany 3 maja 2004)
1. „Single”
2. „Single [Delinquents "Right Now" Refix]”
3. „Single [Martijn Ten Velden & Mark Knight Future Fun remix]”
4. „Single” videoclip
5. Galeria zdjęć

Europejski/Australijski CD Maxi-Singel

(Wydany 5 lipca 2004)
1. „Single”
2. „Single [Delinquents "Right Now" Remix]”
3. „Single [Martijn Ten Velden & Mark Knight Future Fun remix]”
4. „Single” videoclip
5. „Single” kulisy nagrywania teledysku

## Pozycje na listach
| Lista przebojów (2004)       | Najyższa pozycja  |
| ---------------------------- | ----------------- |
| Australia ARIA Singles Chart | 78                |
| Irlandia Singles Chart       | 7                 |
| Szwecja Singles Top 60 Chart | 17                |
| UK Singles Chart             | 3                 |
| Lista przebojów (2006)       | Najwyższa pozycja |
| USA Billboard Hot 100        | 57                |
| USA Billboard Pop 100        | 38                |